# انگین آریک
انگین آریک (انگلیسی: Engin Arık؛ ۱۴ اکتبر ۱۹۴۸ – ۳۰ نوامبر ۲۰۰۷) فیزیکدان ذرات تُرک و استاد دانشگاه بغازیچی بود. او رهبری مشارکت ترکیه در چندین آزمایش در سرن را بر عهده داشت. آریک از حامیان برجسته عضویت ترکیه در سرن و تأسیس مرکز ملی شتابدهنده ذرات به عنوان راهی برای استفاده از توریوم به عنوان توسعه انرژی بود. او همچنین برای چندین سال نماینده ترکیه در سازمان پیمان منع جامع آزمایش هسته ای بود. آریک در سانحه سقوط هواپیمای اطلس جت پرواز ۴۲۰۳ در ۳۰ نوامبر ۲۰۰۷ درگذشت.

## تحصیلات
آریک در سال ۱۹۶۹ از دانشگاه استانبول با مدرک لیسانس در فیزیک و ریاضیات فارغ‌التحصیل شد. به عنوان دانشجوی تحصیلات تکمیلی، در دانشگاه پیتسبورگ تحصیل کرد و در سال ۱۹۷۱ مدرک کارشناسی ارشد و در سال ۱۹۷۶ دکترای خود را در فیزیک انرژی بالا تجربی دریافت کرد، جایی که روی آزمایش E583 در آزمایشگاه ملی بروکهاون کار کرد. عنوان پایان‌نامه او «تولید فراگیر لامبدا در برخورد سیگما منفی - پروتون در ۲۳ GeV/c» بود. پس از دکترا، آریک برای کار فوق دکترا به کالج وستفیلد دانشگاه لندن رفت. در آنجا در تحقیقات فیزیک انرژی بالا که در آزمایشگاه رادرفورد و بعداً در آزمایشگاه سرن انجام می‌شد، کار کرد. در حالی که به عنوان محقق فوق دکترا کار می‌کرد، در «اندازه‌گیری متغیرهای قابل مشاهده در {\displaystyle \Pi ^{+}p\rightarrow \mathrm {K} ^{+}\Sigma ^{+}}» مشارکت داشت.

## حرفه
در سال ۱۹۷۹، آریک به ترکیه بازگشت و به گروه فیزیک دانشگاه بغازیچی پیوست، ابتدا به عنوان مدرس و سپس در سال ۱۹۸۱ به عنوان دانشیار. در سال ۱۹۸۳، آریک موقتاً سمت خود در دانشگاه را ترک کرد تا در صنعت با شرکت کنترل دیتا کار کند. آریک در سال ۱۹۸۵ به دانشگاه بغازیچی بازگشت و در سال ۱۹۸۸، به مقام استاد تمامی رسید.
در حالی که در دانشگاه بغازیچی تدریس می‌کرد، آریک در زمینه فیزیک انرژی بالا تحقیق می‌کرد. کار او با محدودیت‌هایی به دلیل کمبود منابع در ترکیه برای این حوزه تحقیقاتی مواجه شد. در اوایل دهه ۱۹۹۰ او به عنوان همکار در آزمایش‌های سرن شرکت کرد. آزمایش‌هایی که او در آنها مشارکت داشت شامل: چارم II، چوروس، همکاری اسپین میون (SMC)، اطلس و تلسکوپ خورشیدی اکسیون سرن (CAST) بود. در طول حرفه خود، آریک از جنبشی برای تبدیل ترکیه به یک عضو کامل سرن به جای عضو وابسته حمایت کرد. به عنوان حامی زنان در علم، او از بنیانگذاران شبکه زنان اطلس بود.
از سال ۱۹۹۷ تا ۲۰۰۰ آریک به عنوان نماینده ترکیه در سازمان پیمان منع جامع آزمایش هسته ای منصوب شد که در مقر آژانس بین‌المللی انرژی اتمی (IAEA) در وین، اتریش برگزار شد. در این مدت، آریک بین ژنو، استانبول و وین دررفت و آمد بود. آریک اغلب در مورد استفاده از توریوم به عنوان منبع انرژی در نسل جدید نیروگاه‌های هسته ای صحبت می‌کرد و آن را «ماده استراتژیک قرن بیست و یکم» می‌نامید.
در طول حرفه خود، آریک بیش از ۱۰۰ مطالعه در زمینه‌های فیزیک انرژی بالا تجربی (HEP)، آشکارسازها، کاربردهای فیزیک هسته ای و فیزیک ریاضی منتشر کرد. او بین سال‌های ۲۰۰۱ تا ۲۰۰۳ معاون انجمن فیزیک ترکیه بود. پس از مرگش، او به عنوان «پرچمدار» HEP در کشورش و «یکی از موتورهای» جامعه HEP توصیف شد.

## مرگ و میراث
آریک در سانحه سقوط هواپیمای اطلس جت پرواز ۴۲۰۳ در ۳۰ نوامبر ۲۰۰۷ درگذشت. او همراه با دو دانشجو و سه همکار به اسپارتا، ترکیه سفر می‌کرد تا در چهارمین کارگاه در مورد طراحی احتمالی شتابدهنده ذرات ترکیه شرکت کند. پس از مرگ او، بورسیه ای در سرن به یاد او تأسیس شد. تا سال ۲۰۱۵، این بورسیه در مجموع از ۴۵ دانشجوی ترک حمایت کرد تا بتوانند در برنامه دانشجوی تابستانی سرن شرکت کنند. بودجه این بورسیه توسط مؤسسات، افراد و مشاغل خصوصی تأمین شد.
یک کنفرانس بین‌المللی در ۲۷–۳۱ اکتبر ۲۰۰۸ در دانشگاه بغازیچی در استانبول به یاد آریک و همکارانش برگزار شد. تکرار دیگری سه سال بعد به‌طور مشترک توسط دانشگاه‌های دوغوش و بغازیچی، با حمایت سرن و آکادمی علوم ترکیه سازماندهی شد. در سال ۲۰۱۳، نام او به سالن کنفرانس اصلی در ساختمان مؤسسه شتابدهنده ای که او کمک به تأسیس آن کرده بود، داده شد. این ساختمان اکنون بخشی از TARLA، آزمایشگاه تابش شتابدهنده ترکیه است.